# Old Deerfield Historic District
Der Old Deerfield Historic District (auch Historic Deerfield, Deerfield Village oder Pocumtuck) umfasst den historischen Stadtkern von Deerfield, Massachusetts in den Vereinigten Staaten und dient heute als offen zugängliches Freilichtmuseum. Seit 1960 besitzt der gesamte, rund 1,6 km lange Bereich entlang der Straße The Street den Status einer National Historic Landmark und ist seit 1966 im National Register of Historic Places (NRHP) eingetragen.

## Beschreibung
Im Jahr 1667 wurden mehr als 32 ha Land zur Errichtung von Deerfield käuflich erworben und 1671 in Teilbereiche und Parzellen entlang einer gemeinsamen Nord-Süd-Achse unterteilt, die fast genau eine Meile (ca. 1,6 km) lang ist und bis heute als „The Street“ bezeichnet wird. Die 23 Grundstücke auf der Ostseite und die 20 Grundstücke auf der Westseite dieser Straße bilden mit ihr gemeinsam den im NRHP eingetragenen Siedlungskern Deerfield Village.
Nach dem Bloody-Brook-Massaker wurde die Siedlung verlassen, jedoch bereits 1682 wieder neu besiedelt. 1704 lebten dort 268 Einwohner, die den innersten Siedlungskern von 15 Häusern mittels einer quadratisch angelegten Palisade aus Baumstämmen geschützt hatten, deren Zentrum die Straße „The Street“ bildete. Außerhalb dieser Umzäunung standen weitere 23 Häuser. Da die Siedlung von der Palisade abgesehen über keinerlei Verteidigung verfügte, wurde sie am 29. Februar 1704 im Zuge des Queen Anne’s War bei einem von Jean-Baptiste Hertel de Rouville angeführten französisch-indianischen Überraschungsangriff, der heute als das Deerfield-Massaker bekannt ist, nahezu vollständig zerstört. Die heute zu sehenden Gebäude basieren auf den wiederaufgebauten Häusern und bilden einen originalgetreuen Zustand zur Mitte des 18. Jahrhunderts ab.
Die 53 Gebäude zeigen unterschiedliche Architekturstile. Vier der Gebäude wurden von anderen Orten nach Deerfield versetzt, um ihren Abriss zu verhindern. Knapp zwei Dutzend der heute sämtlich restaurierten Häuser sind für die Öffentlichkeit zugänglich. Während bei den meisten Bauwerken vereinzelte Renovierungsarbeiten ausreichten, musste mit dem Indian House nur ein einziges Gebäude vollständig restauriert werden.

## Historische Bedeutung
Bei der Gründung der Siedlung in den 1660er Jahren stellte Deerfield Village den nördlichsten Außenposten der englischen Kolonien dar. Trotz seiner zweimaligen Zerstörung – 1675 und 1704 – wurde er immer wieder aufgebaut und war in den 1750er Jahren ein wichtiger Viehmarkt der Region und zugleich das Zentrum für den regionalen Handel mit Weizen. Die entlang der „The Street“ erhaltenen Gebäude zeugen bis heute vom damaligen Wohlstand des Ortes.